# Paveway

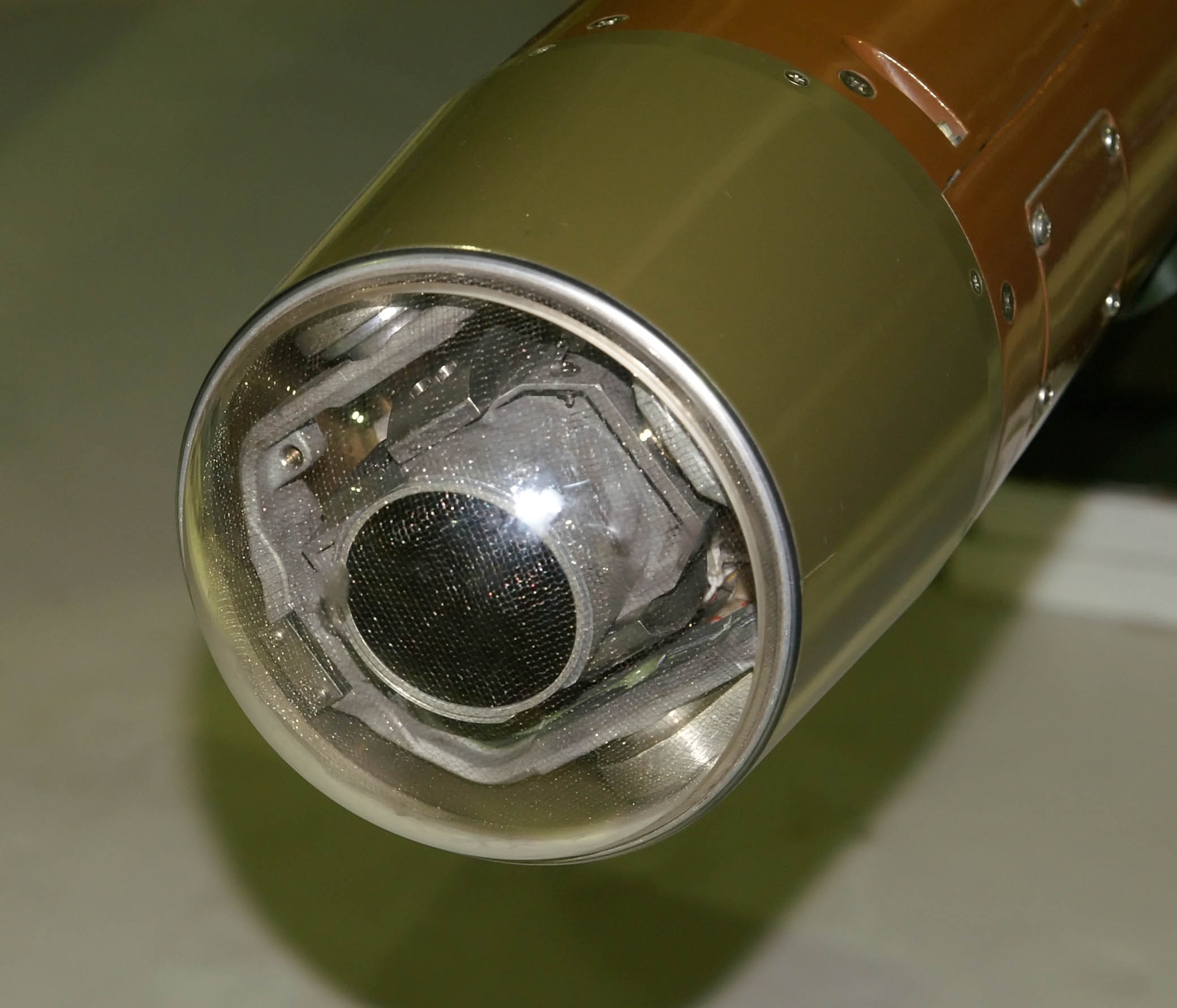
ГСН Paveway III — экспозиция музея Королевских ВВС в Лондоне. Внутри прозрачного головного обтекателя ГСН заметна тонкая металлическая сетка, служащая для экранирования электронных цепей ГСН от помех, создаваемых мощным излучением РЛС.

Paveway (букв. «проложить путь», акроним Precision Avionics Vectoring Equipment — «авиационное оборудование прецизионного наведения») — комплекс средств системы управления вооружением самолёта, включающий в себя средства обнаружения и целеуказания (напр. Pave Penny, Pave Spike, Pave Tack, Pave Knife, LANTIRN), и монтируемые на конвенциональные боеприпасы (чаще всего — авиабомбы Mk 81, -82, -83, -84 без дополнительных двигателей) ГСН, аэродинамические поверхности и органы управления, что позволяет как значительно повысить точность обычных боеприпасов, уменьшить их расход и общую стоимость боевых действий, так и снизить сопутствующий ущерб, повысить дальность применения и уменьшить риск для экипажей самолётов (т. н. Stand-Off Weapon — то есть применяемое вне зоны ПВО), в современных моделях — уменьшить вес самих боеприпасов (Small-Diameter Bomb, SDB) и соответственно увеличить число поражаемых целей за один вылет, применять оружие ближе к собственным войскам, или повысить их поражающее действие (GBU-57). Акроним Pave или PAVE также применяется в отношении специально модифицированных/сконструированных носителей такого оружия/комплексов наведения (AC-130U Pave Spectre, MH-53 Pave Low, HH-60 Pave Hawk). Торговая марка «Paveway» принадлежит компании Raytheon, в связи с чем периодически возникают судебные тяжбы за несанкционированное присвоение другими производителями управляемого вооружения этого названия для своей продукции.

## Поколения Paveway

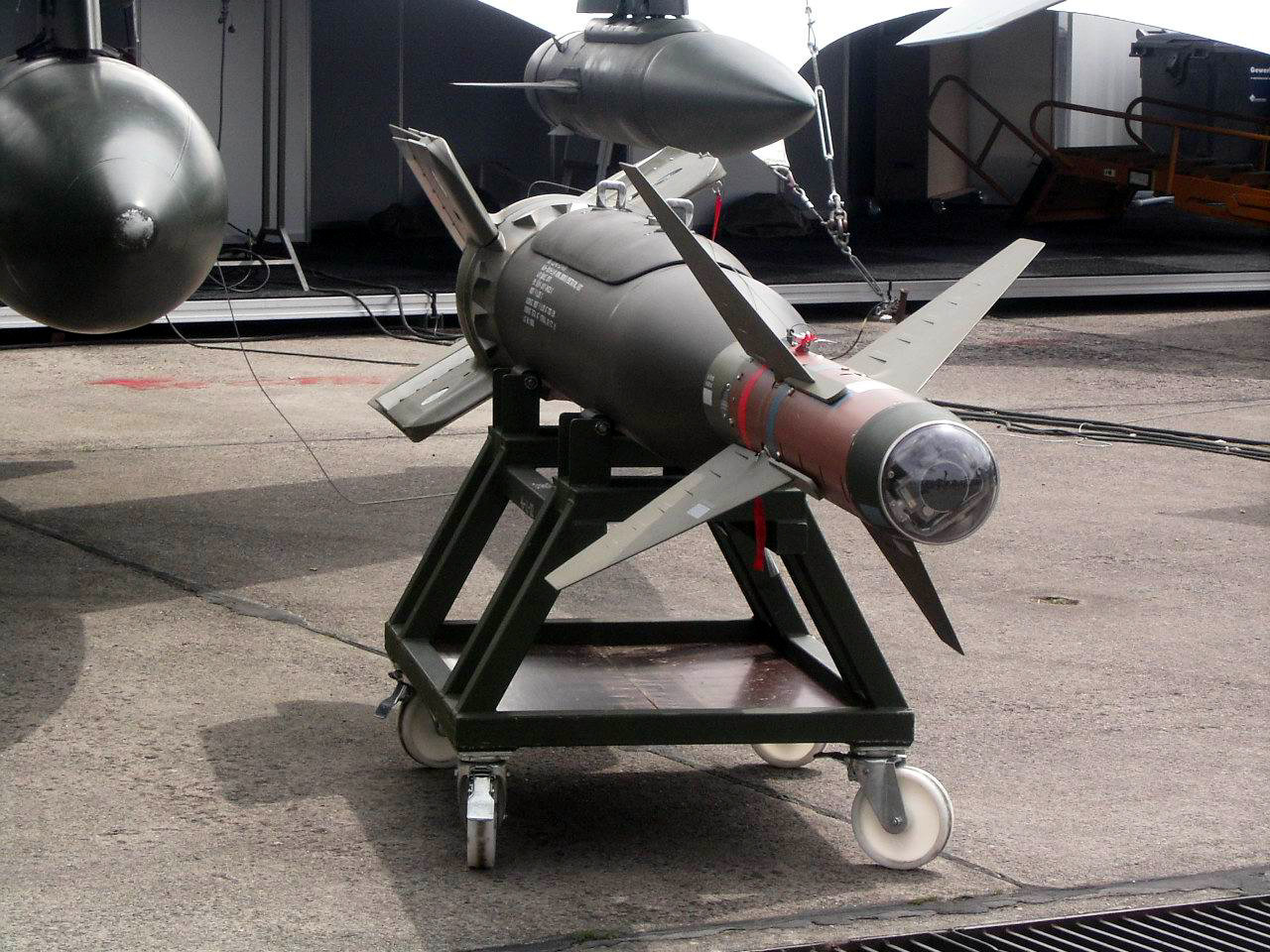
GBU-24 Paveway III на Berlin Air Show 2006.

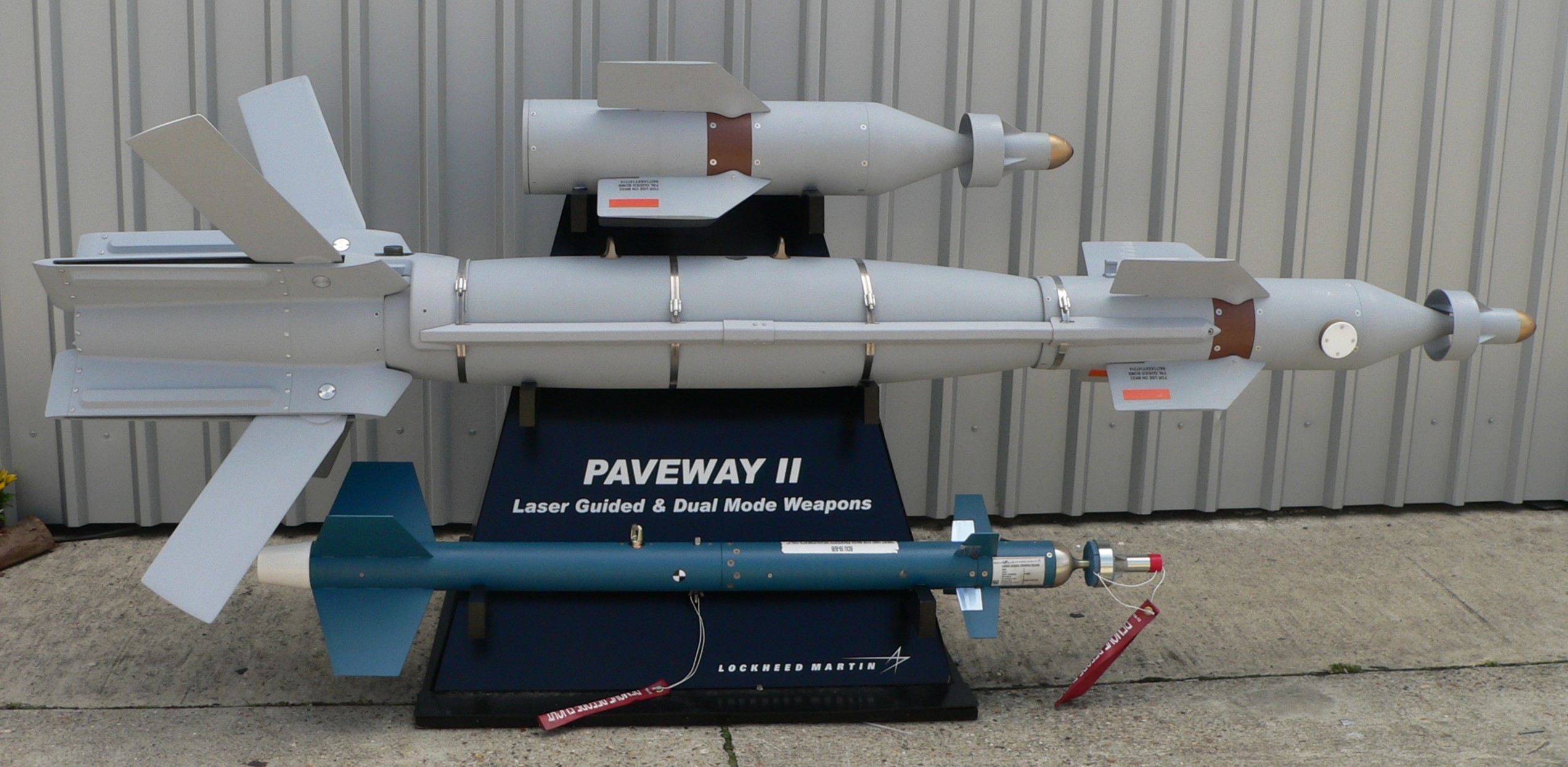
Варианты комплектов Paveway II с фиксированным и раскладным оперением и отдельно — головная часть с дополнительными несущими поверхностями

Разработки способов относительно недорогого (в сравнении с экономическим эффектом) повышения эффективности авиационных средств поражения начались в 1964 году Texas Instruments. Прототипы испытывались в ходе Вьетнамской войны в 1968. В январе 1967 командование ВВС США запустило «проект 3169» по созданию в течение года высокоточного оружия. Несмотря на жёсткий график первые испытания начались уже в августе, а в ноябре были проведены лётные тесты. Программа на этом этапе шла сразу по трём направлениям:
- Paveway 1 — вооружение с наведением по лазерному лучу
- Paveway 2 — электронно-оптические (ТВ) системы наведения (разрабатывались Rockwell International под обозначением HOBO («Homing Bomb»), произведено 4000 шт. и более 500 применено в реальных боевых действиях)
- Paveway 3 — наведение по инфракрасному изображению (после предварительных разработок направление было закрыто).

В силу дороговизны ТВ-наведения (в 4-5 раз больше чем лазерные ГСН) сосредоточили усилия на первом варианте, поэтому зачастую термин Paveway употребляется именно в отношении комплектов с лазерной ГСН.
Наборы Paveway применимы к широкой номенклатуре боеприпасов, в самом общем случае состоят из прикрепляемых к корпусу обычной бомбы головной части с ГСН, электронным вычислителем, одноразовым источником электроэнергии с электролитом в виде расплавленных солей металлов, и управляющими аэродинамическими плоскостями (чаще — в форме кольца с Х-образными плоскостями малого удлинения внутри него) с пневматическим исполнительным механизмом (от скоростного напора набегающего воздуха); аэродинамических поверхностей (Paveway II и -III имеет раскладывающееся оперение и дополнительные поверхности на головной части, повышающие дальность планирования). ГСН улавливает отражённое от цели лазерное излучение, а вычислитель формирует управляющие импульсы, стремясь сохранить точное направление на цель в течение всего времени полёта боеприпаса.
Комплекты Paveway I стали поступать в войска в начале 1970-х, с 1977 года стали заменяться улучшенным вариантом — Paveway II, имевшим более дешёвую, но более надёжную ГСН, значительную часть деталей, выполненную из пластика (что снизило вес, повысило скорость реакции, точность и немного-дальность полёта), дополнительные несущие поверхности для повышения дальности. Недостатком было ограничение по минимальному времени для эффективного наведения, что требовало от пилота набирать высоту и тем самым подставлять себя под ПВО противника, так как на малых высотах аппаратура просто не успевала сработать.
Оба варианта (Paveway I и Paveway II) использовали дешёвый триггерный контроллер обратной связи (принцип «вкл.-выкл.», как в термостате), который поворачивал органы управления на большие углы, что вело к высокому аэродинамическому сопротивлению и значительным колебаниям в полёте, быстро расходовало энергию, что при сбросе с максимальных высот и дистанций приводило к фактически неуправляемому, баллистическому полёту непосредственно у цели, значительно снижая точность, эффективность и повышая риск для наземных целеуказателей. В силу этого экипажи стали применять бомбы с лазерным наведением фактически как обычные баллистические, включая подсветку буквально за несколько секунд до расчётного подлётного времени боеприпаса, — что снижает выгоды от высокоточного оружия и оправдано лишь при отсутствии или очень слабой ПВО, представленной лишь малокалиберной артиллерией без ПУАЗО.

Поэтому в 1976 начались разработки Paveway III, принятого на вооружение в 1986. Paveway III использовали более чувствительные ГСН с более широким полем зрения и пропорциональное наведение, с меньшим энергопотреблением. В Paveway III это повысило точность и дальность применения c 8 до более чем 10 миль (14,8-19 км), а в случае с высотным (выше 10 км), сбросом — до 16 миль (почти 30 км). Однако новый вариант был более дорогим, что ограничило его применением только по высокоценным целям. Было введено высокочастотное кодирование лазерного излучения (повышает устойчивость от широкополосных ИК-помех и предотвращает перерасход бомб из-за непреднамерного перенацеливания с другого самолёта или срывы наведения ввиду намеренной подсветки противником района вне цели, координирует атаку и сокращает её продолжительность). В настоящее время (2016 год) Raytheon поставляет на рынок оба варианта комплектов (Paveway II и -III).

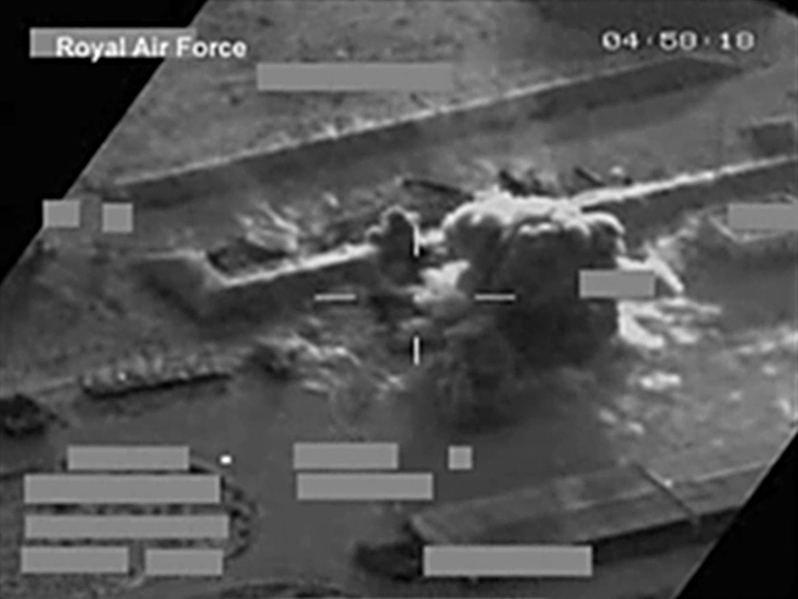
Поражение стартовой площадки ОТРК SCUD бомбой Paveway IV в Ливии

Находящиеся в войсках комплекты Paveway II и -III модифицируются в т. н. «Dual Mode Laser Guided Bombs (DMLGB)» за счёт добавление системы коррекции траектории по сигналам GPS, что расширяет возможности при плохой погоде/применении противником дымзавес и средств противодействия системам с лазерным наведением. Lockheed Martin выиграл первоначальный контракт на поставку DMLGBs в ВМС США в 2005, однако впоследствии средства были направлены на разработку программы «Direct Attack Moving Target Capability (DAMTC)» (быстрая реакция на меняющиеся угрозы и приоритетное поражение высокоманевренных наземных целей — де-факто добавление новых алгоритмов управления к DMLGB для поражения движущихся целей — на испытаниях 2011—2012 достигнута точность 5 м, при использовании «глушилок» сигнала GPS — 20 м).
В Paveway IV скомплексированы как лазерная ГСН, так и GPS и инерциальная навигация, что позволяет сократить время работы подсветки цели, сохранить точность и повысить общую устойчивость комплекса и наземного целеуказателя к противомерам (включая РЭБ). В настоящее время разработаны комплекты для модифицированной 500-фунтовой бомбы Mk82 с увеличенной толщиной стенок, предназначенной для поражения укреплённых целей (защищённые ангары, стационарные пункты управления и штабы и т. п.). Кроме того, добавлена функция надземного взрыва (повышение эффективности осколочного действия). Применяется ВВС США, Саудовской Аравии, Англии. Для последних разрабатывается вариант комплекта под 2000-фунтовую бомбу с проникающей БЧ и легко-отделяемым оперением — для поражения заглублённых бетонированных целей.

## Семейство боеприпасов Paveway

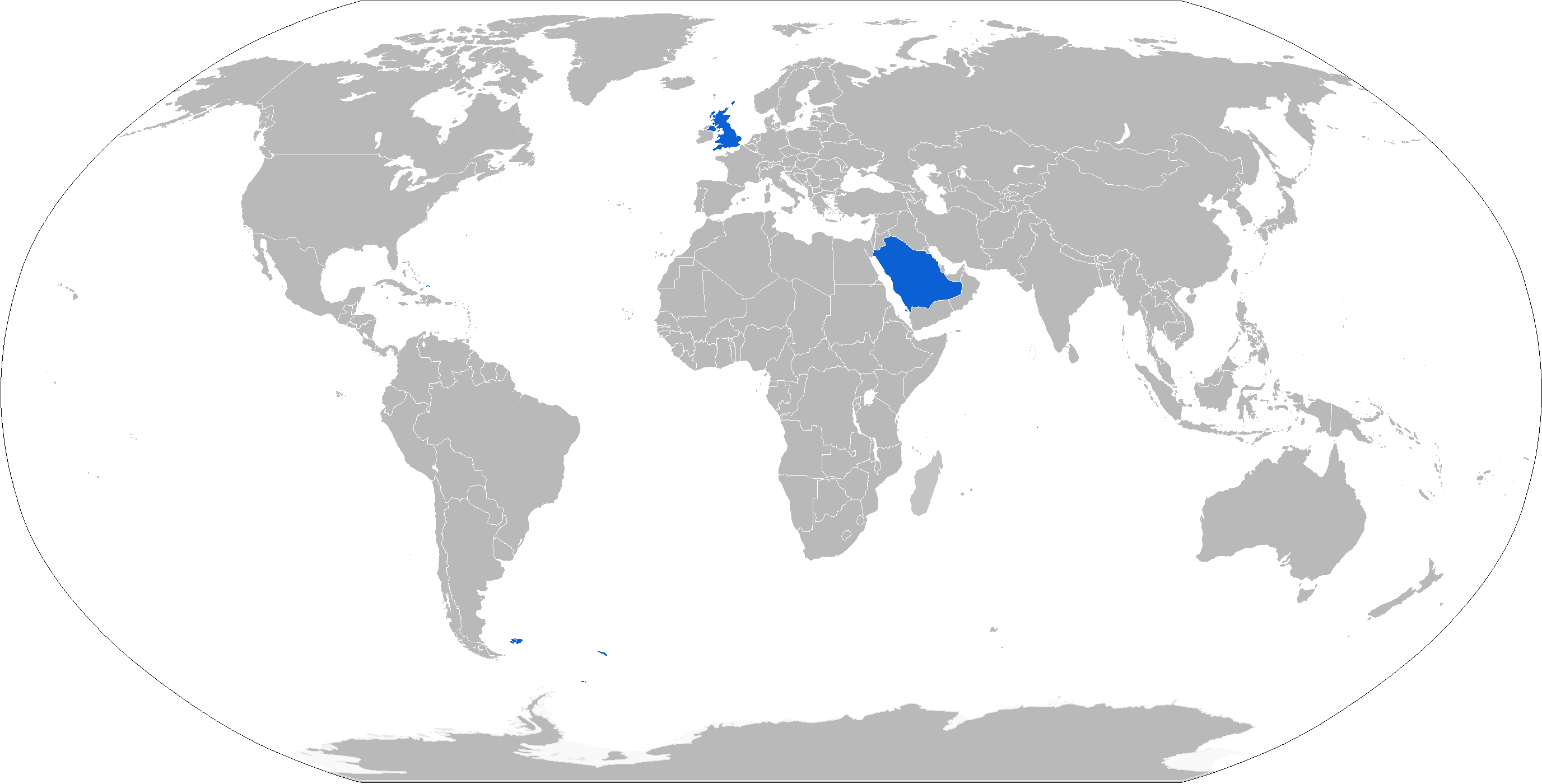
Операторы Paveway IV

- Операторы Paveway IVGBU-10 Paveway II — Mk 84 или BLU-109, — 907 кг (2 000 фунтов)
- GBU-12 Paveway II — Mk 82, — 227 кг (500 фунтов)
- GBU-16 Paveway II — Mk 83, — 454 кг (1 000 фунтов)
- GBU-58 Paveway II — Mk 81, — 113 кг (250 фунтов)
- GBU-22 Paveway III — Mk 82 с увеличенной толщиной стенок.
- GBU-24 Paveway III — Mk 84/BLU-109
- GBU-27 Paveway III — BLU-109 907-кг бомба с пенетрирующей БЧ специально для F-117 со складным оперением (GBU-24 не помещались в бомбовый отсек F-117).
- GBU-28 Paveway III — Во время Войны в Заливе наиболее укреплённые иракские бункеры не поражались BLU-109/B, вследствие чего был разработан вариант GBU-28 («bunker buster») массой 2270 кг (из списанных артиллерийских стволов 8-дюймовой гаубицы).
- Paveway IV — 227 кг (500 фунтов)
- GBU-48 Enhanced Paveway II — Mk 83 и GBU-16, модифицированные по программе DMLGB/DAMTC[9].
- GBU-49 Enhanced Paveway II — BLU-133 227 кг и Mk82, модифицированные по программе DMLGB/DAMTC.
- GBU-50 Enhanced Paveway II — Mk 84 и BLU-109 (GBU-10), модифицированные по программе DMLGB/DAMTC.
- GBU-59 Enhanced Paveway II — Mk 81 (GBU-58), модифицированные по программе DMLGB/DAMTC.
- LGTR (Laser Guided Training Round) — инертный вариант для тренировки лётчиков ВМС, представляет собой цельнометаллический цилиндр диаметром 10 см, оснащённый Paveway II, программа управления позволяет имитировать полёт GBU-10/B, GBU-12/B и GBU-16/B. Поставлено более 50 000 шт.
- PYROS[10] — 5,3 кг, 55 см длиной: новое поколение боеприпасов (Small Tactical Munition) — для БПЛА, — с минимальным сопутствующим ущербом (радиус поражения 4,6 м), использует технологии Paveway IV